# Ministerium A. Auersperg

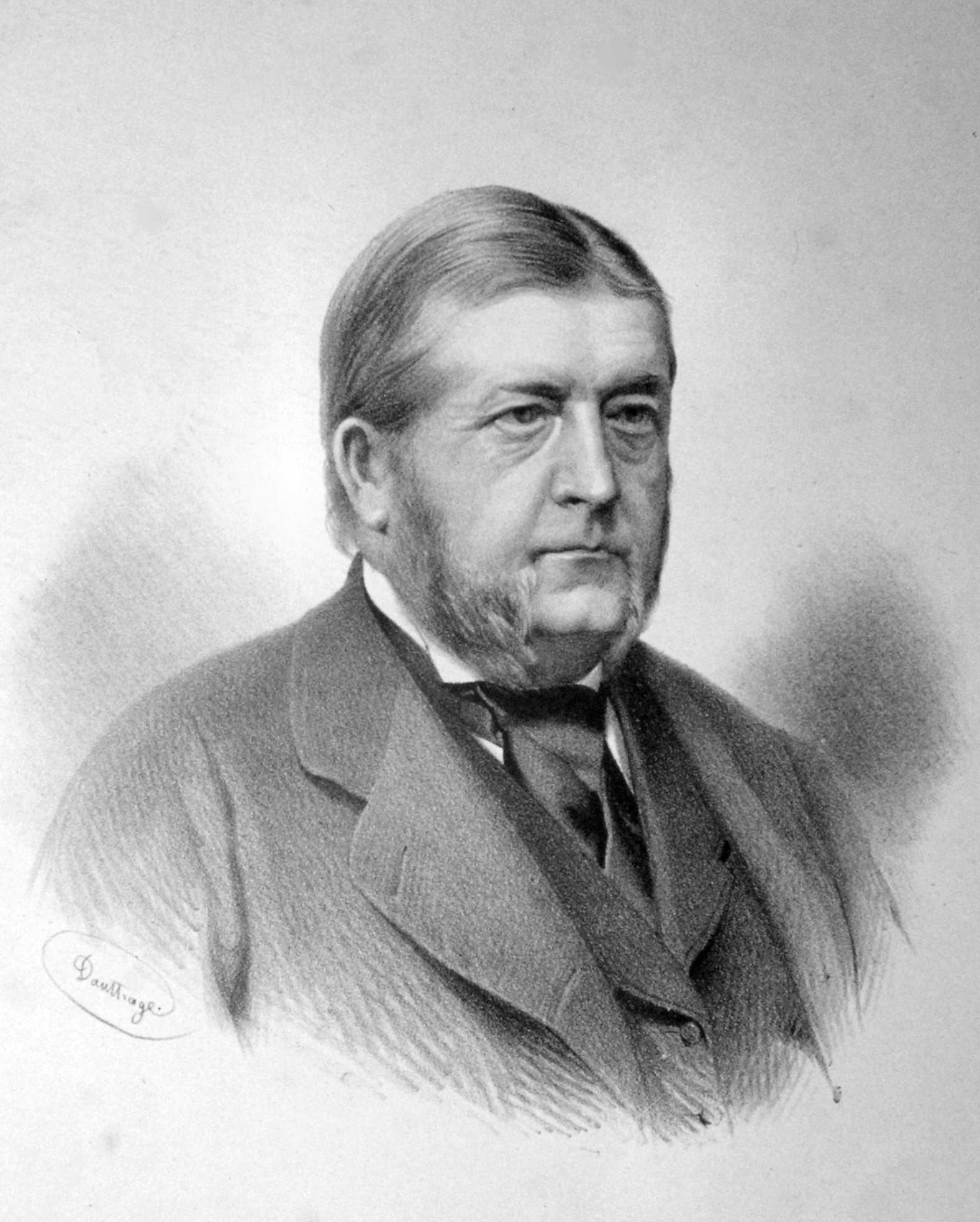
Adolf von Auersperg war von 1871 bis 1879 Ministerpräsident Österreichs

Das Ministerium A. Auersperg wurde am 25. November 1871 von Ministerpräsident Adolf von Auersperg in Cisleithanien gebildet (eine vor allem im Beamtentum und bei Juristen gebräuchliche inoffizielle Bezeichnung für den nördlichen und westlichen Teil Österreich-Ungarns). Es löste das Ministerium Holzgethan ab und blieb bis zum 15. Februar 1879 im Amt. Daraufhin folgte das Ministerium Stremayr.
Der Außenminister, der Kriegsminister und der gemeinsame Finanzminister waren nicht Mitglieder dieses Kabinetts. Siehe k.u.k. gemeinsame Ministerien.

## Minister
Dem Ministerium gehörten folgende Minister an:
| Amt                             | Amtsinhaber                                                              | Beginn der Amtszeit               | Ende der Amtszeit                |
| ------------------------------- | ------------------------------------------------------------------------ | --------------------------------- | -------------------------------- |
| Ministerpräsident               | Adolf von Auersperg                                                      | 25. November 1871                 | 12. Februar 1879                 |
| Ackerbauminister                | Johann von Chlumecký Hieronymus Ferdinand Rudolf von Colloredo-Mannsfeld | 25. November 1871 19. Mai 1875    | 19. Mai 1875 15. Februar 1879    |
| Handelsminister                 | Anton Banhans Johann von Chlumecký                                       | 25. November 1871 19. Mai 1875    | 19. Mai 1875 15. Februar 1879    |
| Kultus- und Unterrichtsminister | Karl von Stremayr                                                        | 25. November 1871                 | 15. Februar 1879                 |
| Finanzminister                  | Ludwig von Holzgethan Sisinio von Pretis-Cagnodo                         | 25. November 1871 15. Jänner 1872 | 15. Jänner 1872 15. Februar 1879 |
| Innenminister                   | Josef Lasser von Zollheim Adolf von Auersperg                            | 25. November 1871 4. Juli 1878    | 4. Juli 1878 15. Februar 1879    |
| Justizminister                  | Julius Glaser                                                            | 25. November 1871                 | 15. Februar 1879                 |
| Minister für Landesverteidigung | Julius von Horst                                                         | 25. November 1871                 | 15. Februar 1879                 |
| Minister ohne Geschäftsbereich  | Joseph Unger                                                             | 25. November 1871                 | 15. Februar 1879                 |
| Minister ohne Geschäftsbereich  | Florian Ziemiałkowski                                                    | 21. April 1873                    | 12. August 1879                  |

## Weblink
- Ministerratsprotokolle 1871-72